# Niantic
Niantic, Inc. ist ein US-amerikanisches Entwicklerstudio für Computerspiele mit Sitz in San Francisco, Kalifornien. Das Unternehmen wurde im Jahr 2010 von John Hanke noch unter dem Namen Niantic Labs als internes Startup bei Google gegründet, bevor es sich im Jahr 2015 von Google löste und als eigenständiges Unternehmen auftrat.
Niantic wurde durch die Entwicklung von Augmented-Reality-Handyspielen wie Ingress, Pokémon Go und Harry Potter: Wizards Unite bekannt.

## Produkte

### Field Trip
Niantic veröffentlichte sein erstes Produkt im Jahr 2012 mit der Mobile App Field Trip, einer Anwendung aus dem Bereich Locative Media. Es wurde 2019 eingestellt.

### Ingress
Mit Ingress folgte im November desselben Jahres das erste Handyspiel als invite-only-App für Android. Im Oktober 2013 wurde die Anwendung für ein breiteres Publikum geöffnet und eine iOS-Version im Juli 2014 veröffentlicht.

### Pokémon Go
Ursprünglich verfolgte Niantic alternative Ansätze zur Finanzierung seiner Projekte und versuchte, sich von Werbeeinblendungen und In-App-Käufen zu distanzieren. Mit der Trennung von Google im September 2015 wurden jedoch auch In-App-Käufe in Ingress implementiert. Zur selben Zeit kündigte Niantic die Zusammenarbeit mit Nintendo und The Pokémon Company an, um Pokémon Go für iOS und Android zu entwickeln. Im Oktober 2015 gab das Unternehmen bekannt, dass Google, Nintendo und The Pokémon Company insgesamt 30 Mio. US-Dollar in das Projekt investieren werden. Im Februar 2016 wurde bekannt, dass weitere fünf Millionen US-Dollar in die Entwicklung der App fließen.
Am 6. Juli 2016 wurde Pokémon Go schließlich in Australien, Neuseeland und den Vereinigten Staaten im App Store und im Google Play Store zum Download angeboten. Eine flächendeckende Veröffentlichung in Europa war zwar geplant, wurde jedoch verschoben, da bereits die ursprüngliche Veröffentlichung zu Server-Überlastungen führte. Deutschland war das erste europäische Land, in dem die Kunden am 13. Juli 2016 Zugang zur App erhielten. Einen Tag später folgte die Veröffentlichung im Vereinigten Königreich.

### Harry Potter: Wizards Unite
Im November 2017 wurde bekannt gegeben, dass Niantic Harry Potter: Wizards Unite  in Zusammenarbeit mit Warner Bros. Interactive Entertainment und WB Games San Francisco unter dem Label Portkey Games entwickelt.
Das mobile AR-Spiel, inspiriert von J.K. Rowlings Wizarding World und Harry Potter, soll es den Spielern ermöglichen, reale Nachbarschaften und Städte zu erkunden, um mysteriöse Artefakte zu entdecken, zu lernen, Zaubersprüche zu sprechen und dabei legendären Bestien und ikonischen Charakteren zu begegnen. Das Spiel hat eine starke Ähnlichkeit mit Pokémon Go.
Das Spiel wurde am 16. April 2019 in Neuseeland als Open Beta veröffentlicht. Die Beta-Tests in Australien begannen am 1. Mai 2019.
Harry Potter: Wizards Unite wurde am 20. Juni 2019 in den USA und Großbritannien veröffentlicht.
Im November 2021 kündigte Niantic an, dieses Spiel Ende Januar 2022 einzustellen.

### Pikmin Bloom
Pikmin Bloom ist ein Augmented Reality Spiel aus der Pikmin-Serie. Genauso wie bei den vorherigen Spielen wird man zu Bewegung außerhalb seiner Wohnung animiert. Große Teile des Spielfortschritts wird durch die vom Smartphone aufgezeichneten Schritte erzielt.

### Campfire
(Siehe auch Campfire im Artikel Pokémon Go.)
Niantic beabsichtigte bereits seit längerem, ein eigenes und spieleübergreifendes soziales Netzwerk aufzubauen. Spieler sollen sich so finden und für Events verabreden können. Der erste Schritt hierzu war die Veröffentlichung der App Campfire am 1. Juli 2022. Sie ermöglicht die Kommunikation von Spielern untereinander (ähnlich wie z. B. Discord), hat aber zusätzliche Funktionen, die speziell auf Niantic-Spiele zugeschnitten sind. Dies betrifft vor allem Pokémon Go, das beispielsweise durch eine weltweite Arenen-Karte unterstützt wird.